# ネプチューンとトリトン
ネプチューンとトリトン（伊：Nettuno e Tritone）は、イタリアの芸術家、ジャン・ロレンツォ・ベルニーニによる初期の彫刻作品である。1622年から1623年にかけて製作され、ロンドンのヴィクトリア＆アルバート博物館で保存されている。大理石製で、高さは182.2センチメートル。

## 歴史
この彫刻は、元々、枢機卿アレッサンドロ・ペレッティ・ディ・モンタルトにより、ローマのエスクイリーノにあるモンタルトの邸宅、Villa Peretti Montaltoの噴水の装飾用に依頼されたものである。それを1786年に、イギリス人のトーマス・ジェンキンズが、画家のジョシュア・レノルズから購入した。レノルズの死後、チャールズ・アンダーソン・ペラムに売られ、ロンドンのチェルシーにある彼の屋敷の庭に安置された。さらに1906年、ペラムの子孫はこの彫刻を、リンカンシャーにあるカントリーハウスに移動した。1938年にはロンドンのロイヤルアカデミーに展示され、それをヴィクトリア＆アルバート博物館が1950年に購入した。

## 図像学
ベルニーニの『ネプチューンとトリトン』はローマ神話における海の神ネプトゥーヌス（あるいはギリシア神話のポセイドーン）とその息子トリートーンを題材としている。ネプトゥヌスとトリトンは、古典文学においては比較的簡潔にしか触れられていないが、大地と海とを操る重要な役割を持っていると考えられていた。この作品は、ネプトゥヌスを海だけに結びつける、現代の一般的な誤解を踏襲しているが、ギリシア神話において、後にネプトゥヌスと同一視されるポセイドンは、ゼウスが天空を、ハデスが地下の世界を統治するのと同様に、大地とそれに付随する全ての支配者である。他方トリトンは、実際に海だけに関連している。ネプトゥヌスとトリトンは、しばしば水のような背景と共に、三叉の矛を持ち、馬車に乗って水から飛び出してくるように描かれる。
ベルニーニの彫刻は、この二柱について、それとはやや違った様子に描いている。彫刻に表されているのは、ネプトゥヌスがアイネイアースの艦隊を荒れ狂う海から救い出す物語である。ベルニーニは神話を再解釈し、物語そのものよりも、ネプトゥヌスとトリトンの姿に重きを置いている。神話では、ネプトゥヌスは三叉の矛を以って船を裂くために、海の底からやってくる。ベルニーニはその情景を、アイネイアスに言及することなく、ネプトゥヌスが矛を下に向けている様子から浮かび上がらせ、それによって、ネプトゥヌスが、上方から海を統治しているイメージを描き出している。

### ネプトゥヌス
この作品で、ネプトゥヌスはトリトンの上に立ちはだかっている。彼は髭を生やした30代前半の男性のように描かれている。脚は開き、彼とトリトンを乗せた巨大な貝殻の上でバランスを取っている。大きな布が肩から脚にかけてを覆い、男性器を覆い隠している以外に、服などは身につけていない。身体全体は明瞭に描かれ、腰を捻ることで筋肉がより強調され、体勢からその引き締まり加減を見るものに伝えてくる。何者かに矛を突き刺そうとでもするように、下向きに構えた様子で立っている。「彼は足元に吹き出る水の上に、怒りも露にその顔を向け、三叉の矛を下に突き刺すことで、彼の命令を課している。」両腕は筋肉が張り、その神性を表すように強く握っている。纏っている布と髪が後ろになびいていることから、風が吹いていることが暗示されている。

### トリトン
ネプトゥヌスの息子トリトンは、ネプトゥヌスの足元に配置され、前面に押し出て巻貝を吹いている。彼は、父同様に男性的に描かれているにもかかわらず、明らかに若く、恐らくは10代の少年のように表されている。彼は角笛のように巻貝を吹いて、海と大地の王たるネプトゥヌスの到来を告げている。また、彼はネプトゥヌスの足と布を左側に掴んでいる。

## 自然主義
自然主義により、芸術家達は、見るものの感情に、瞬時に反応が起こされることを意図した。ネプトゥヌスは、その凄まじい強さを表情としてうつしだしている。その神性を固めたように、石に彫り込まれているのである。それに対して、トリトンは、ネプトゥヌスの腿に掴まることで、服従を表している。その表情は、ネプトゥヌスが命じることには、何であれ従わねばならないという不安が浮き出ている。彼の臆病な様子と、ネプトゥヌスの支配的な出で立ちは、人間のリアルな感情を表しており、ベルニーニの、神話を生活に持ち込もうとする意図を思わせる。
ベルニーニは見る者に、二柱の神を人として、動きとして「見る」機会を与えている。これはベルニーニの「シルエットがくずされ、身体的な限界をこえ、瞬間的な、動きのうちの極点が表された」最初の作品である。この彫刻の目的は、その姿勢や、自然な生活の緻密な暗示により、見る者に神話や物語を真実で、リアルなものとしてもたらすことである。彼は神話や噂、物語を真実とする機会を設け、見る者にそれを真実として信じさせたのである。

## ギャラリー

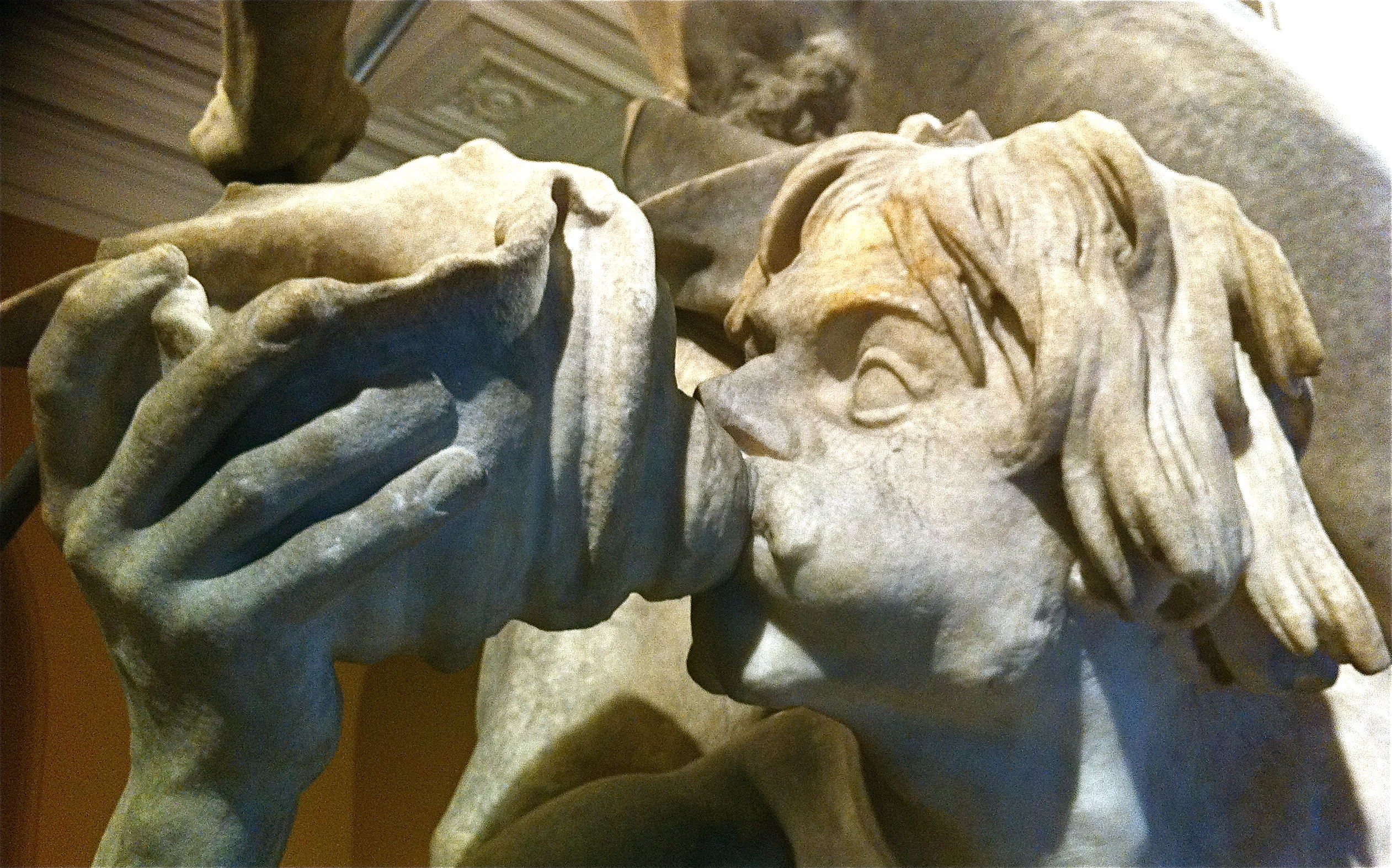
『ネプチューンとトリトン』の中のトリトン
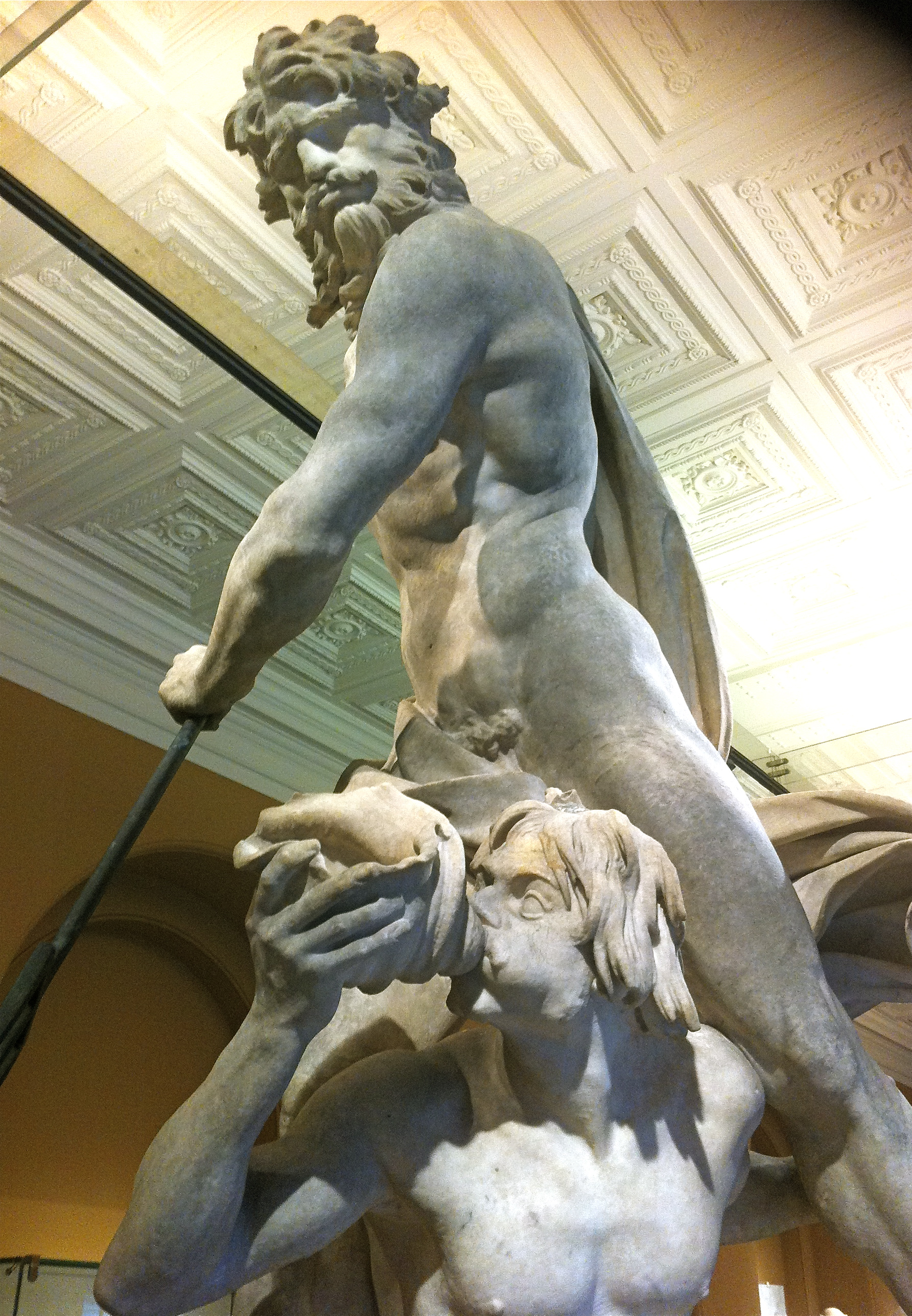
『ネプチューンとトリトン』（正面から）
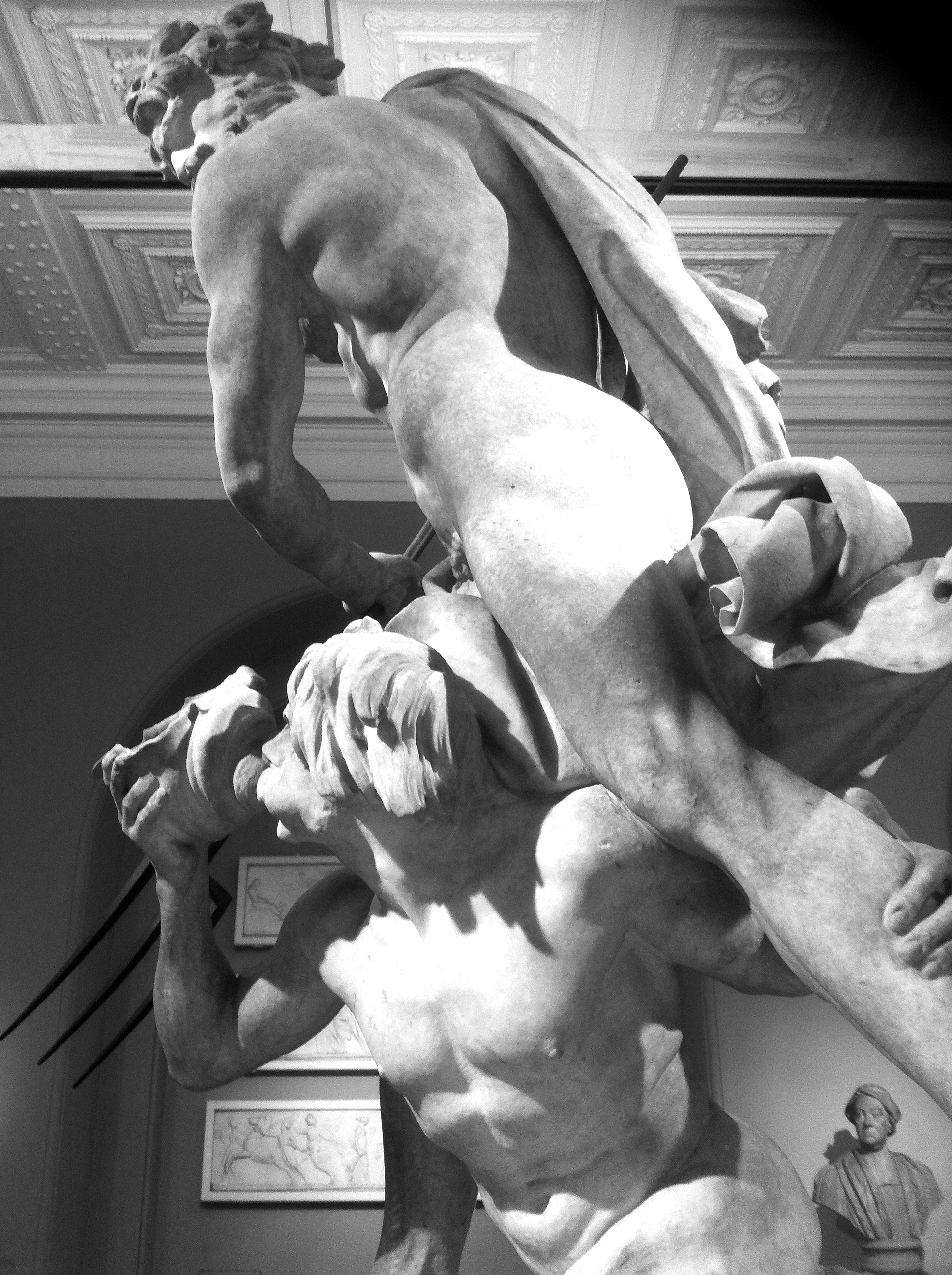
（側面から）